# フェルディナンデア
フェルディナンデア（シチリア語: Ìsula Firdinandèa）は、エンペドクレス海底火山の一部をなす、水中に没した火山島である。シチリア島の南30kmにあり、Campi Flegrei del Mar di Siciliaと呼ばれる海底火山群の一つである。現在は海山だが、侵食によって海に没する前には、噴火によって海の上に頭を出していたことが何度かあった。最後に海上に隆起した1831年の噴火の際には、その領有権をめぐって4国が対立したが、島は1832年の初めごろに再び海に没して争いは解決された。当時観察していた者の中には、連山が生じてシチリア島とチュニジアをつなぎ、この地域の地政学をひっくり返してしまうのではないかと考えたものもいた。より最近では、2000年と2002年に火山活動を示しており、再び現れるのではないかと予感させたものの、2021年現在島は海中に没したままである。

## 初期の歴史
フェルディナンデアは、地中海のシチリア島とチュニジアの間に位置し、Campi Flegrei del Mar di Sicilia（シチリア海峡のフレグレイ平野）として知られる火山地帯にある。パンテッレリーア島のようないくつかの火山島に加えて、多くの海底火山（海山）がこの地域には存在している。フェルディナンデアの火山活動が初めて伝えられたのは第一次ポエニ戦争の間で、それから後には島は4回から5回現れて再び沈むことを繰り返している。また、17世紀以降数回の噴火が報告されている。

## 1831年の噴火
フェルディナンデアが最後に島として現れたのは1831年7月のことであった。最初の噴火の予兆は、近くの街シャッカで伝えられるところによると、6月28日から7月10日まで高い地震活動が続いたことであった。7月4日には硫黄の匂いが街に広がり、銀を黒くしてしまうほどだったという。7月13日、煙の柱がシャッカ市内の海に面したドメニコ教会からもはっきりと確認されている。住民は火事になったフェリーがいるのだと思い
、同じ日に海域を通過したブリッグ船グスタヴォの船長は、海に泡が出ているのを確認して、海獣がいるのだと考えた。別の船は、水に浮かぶ死んだ魚の存在を報告している。7月17日には、完全に成長した島が形成された。
1831年の噴火では、島の大きさは4kmほどとなった。しかし島はもろいテフラで構成されており、波の動きによって簡単に侵食されてしまった。ひと通りの噴火が終わると急速に沈みはじめ、1832年の1月、その領有権を巡る問題が解決されうる前に、海の下に没した。1863年の新しい噴火では少しの間だけ顔をだしたが、すぐに沈んでしまった。最大時には（1831年の7月と8月）、島の周囲の長さは4800m、高さは63mであった。また島は2つの小さな湖を持っており、大きい方の周囲の長さは20mほど、深さは2mほどであった。

## 紛争

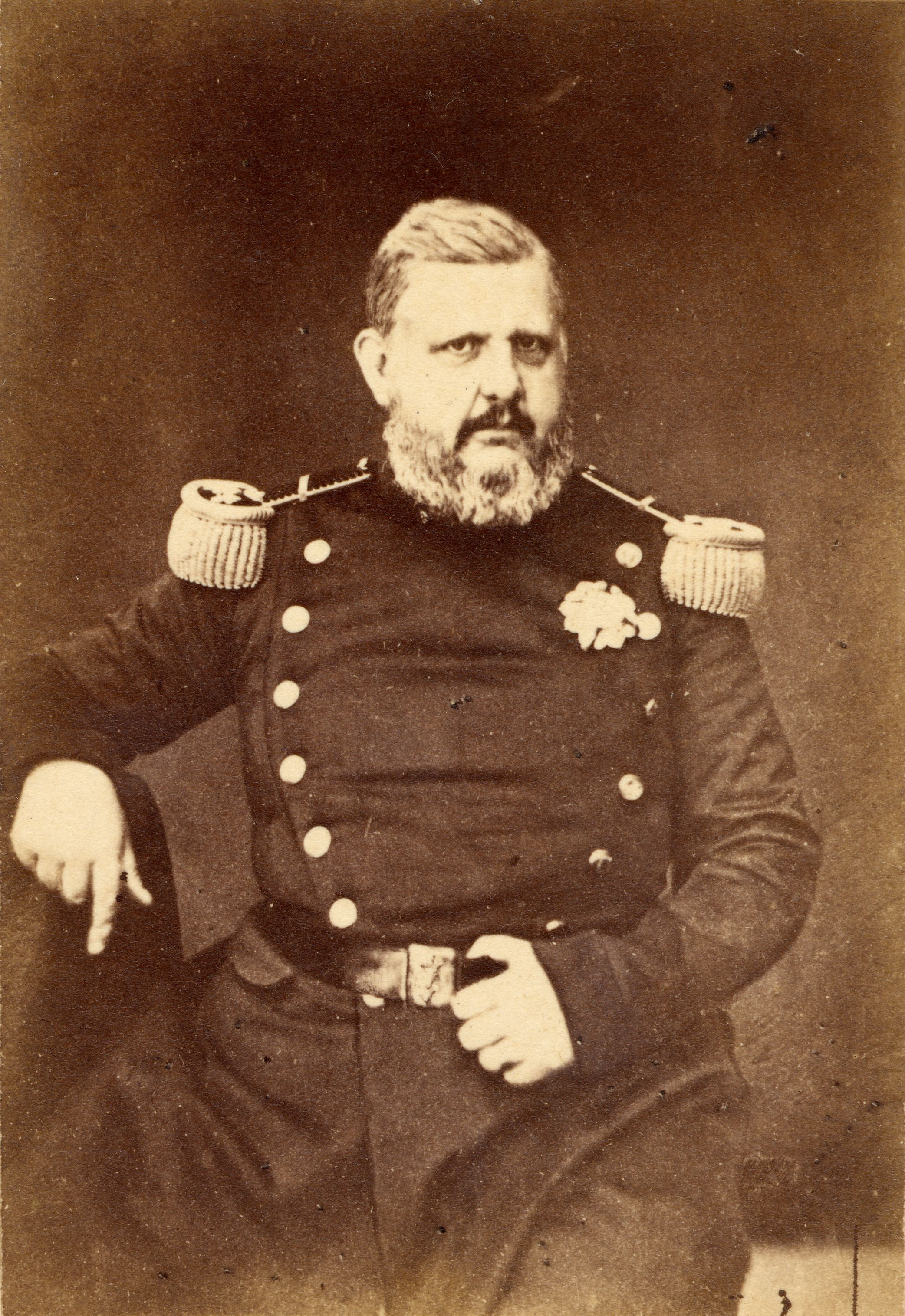
フェルディナンド2世 (両シチリア王)。彼の名にちなんだ名が島に付けられた。1850年頃。

フェルディナンデアの領有権を巡って4者が対立することとなった。初めにイギリスが権利を主張し、グラハム島と名づけた。両シチリア国王フェルディナンド2世も船を送り、ブルボン家領だと主張した。今の島の名は彼の名前に由来する。フランス海軍も上陸を果たし、ユリア島と名をつけた。スペインもまたその領土的野望を明らかにした。その理由は、島が地中海交易路（イギリスやフランスへ向かうもの）にあり、またスペインとイタリアに近いということであった。

### 紛争の始まり
1831年8月、フェルディナンデアは海上に姿を現した。数個の岩があったに過ぎなかったが、マルタよりヨーロッパ大陸に近いことから、イギリス海軍は地中海の交通を握るための基地としてマルタより適していると考えた。小さな火山地点が、マルタよりスペインやイタリアに近いことから、当時世界最大の海軍にとって地中海の重要な戦略的位置にあったのである。イギリス船が上陸し、ジェームズ・グラハム海軍卿にちなんで島をグラハム島と名づけ、彼らの国旗たるユニオン・ジャックを立てた。
しかしシチリア島の王もその戦略的重要性を悟り、コルベット艦エトナ号を急派して新たな島の所有権を主張し、フェルディナンド2世に敬意を表してフェルディナンデアと名づけた。最後に現れたのはフランス地理学会の創設者の一人コンスタン・プレボーで、彼は噴火をコルク栓を抜かれたシャンパンボトルに例えた。彼は島が7月に生まれたことからジュリアと名付けた。こうして争いが始まった。

### 収束
60mほどの高さの玄武岩の塊をめぐる国々の争いは、新聞などの媒体を賑わせた。島に旅行したものによって2つの小さな湖が発見され、またそばを通過する船員達にも観察された。伝えられるところによれば、ブルボン家の貴族たちは島の海岸に休日の行楽地を据えることを計画したらしい。しかし、島はすぐに水面下に沈んでしまったため、こういったアイデアが明かされることはなかった。1831年12月17日、政府は何の痕跡も残っていないと報告した。海山は劇的に現れたと同様に、劇的に消え、それに伴って紛争もなくなった

## 最近の動き

シチリアの旗のモデル。水に沈んだ。

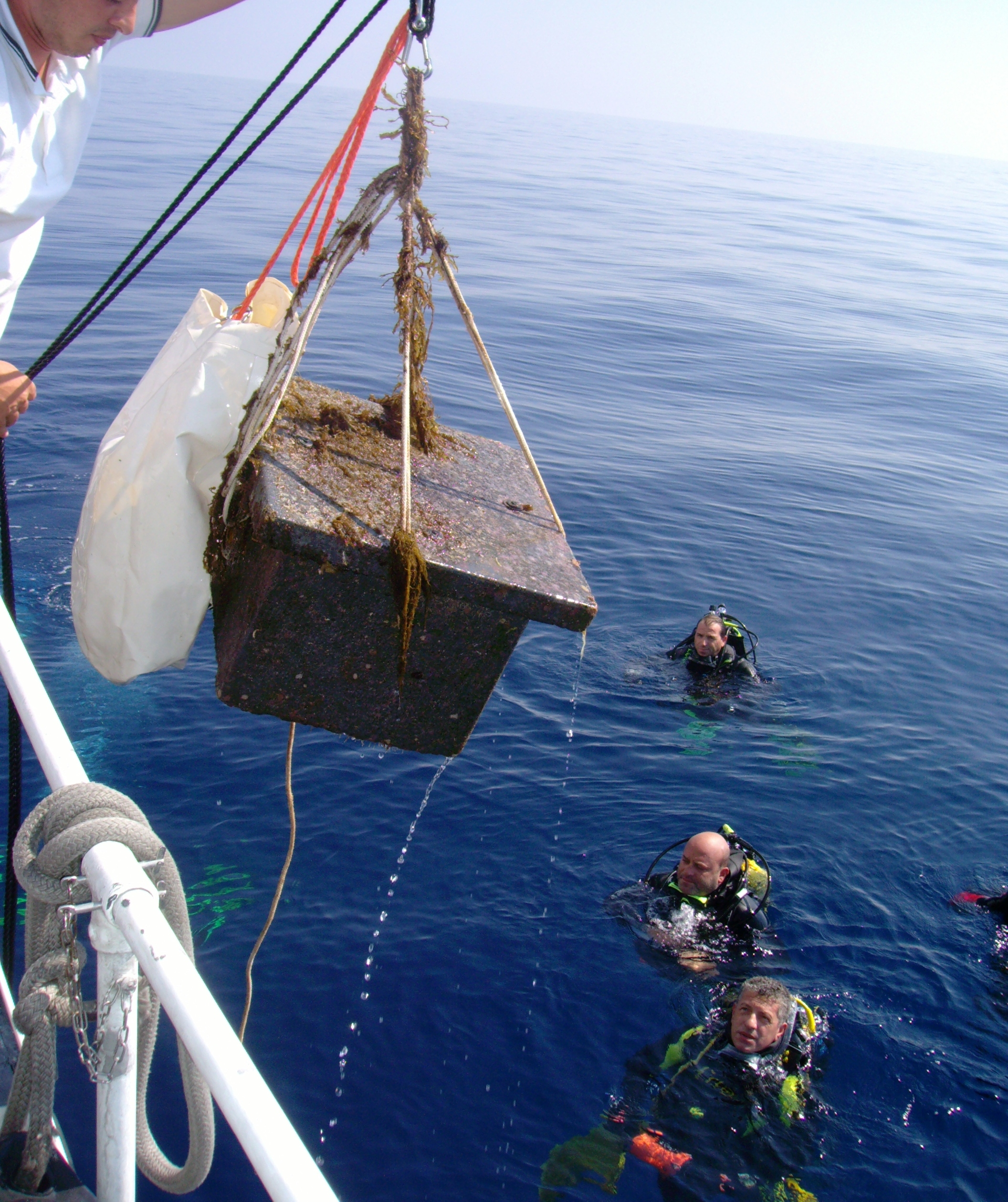
2006年に水中のフェルディナンデアに取り付けられた地震計が2007年回収された

1863年以降、山頂を水面下たったの8mのところに残したまま、火山は何十年にも渡って休眠状態にあった。リビア爆撃の際、アメリカの戦闘機は浅瀬をリビアの潜水艦と取り違え、爆雷を投下している。
2000年、フェルディナンデア付近での地震活動が再開され、火山学者たちは新たな噴火が差し迫っており、海山が再び島となるかもしれないと推測した。領有権の争いが再び起こることに先んじて、再び顔をだすと予想される前にイタリアの潜水士が火山の頂上に旗を立て、イタリアの権利を主張した。また、シチリア島ではその機運を盛り上げる式典が行われた。しかし続く6ヶ月間の間に島は12個の細片に分かれてしまった。これはおそらく漁具によるものだが、故意に破壊された可能性もある。

2002年11月、イタリア国立地球物理学火山学研究所のEnzo Boschi教授はBBCニュース・オンラインに次のように語った。
小さな地震活動やガスの放出は観測しているが、これは一般的なものに過ぎない。 
 彼は再出現の時期を数週間から数ヶ月後と見積もった。しかし、タイムでのインタビューで、カターニア大学の地理的科学部門の研究者であるドイツのBoris Behnckeは
地質学的にいえば、可能性はある。しかし地理学は非常に長い時間のスケールを扱う ... 過剰に心配するべきではない。
と語っている。2000年と2002年にその徴候を示しているものの、地震活動は火山の噴火に結びついておらず、2006年現在ではフェルディナンデアの山頂は未だ海面下6mの位置にある。ローマを拠点とする国際関係の専門家Federico Eichbergによると、万一再び現れることがあれば、イタリアの領海内で起こり、イタリアによって公式に領有権の主張がなされるだろうとしている。Eichbergは再び国際的な争いが生じるとは考えておらず、次のように話している。
「もし小さな島に過ぎなければ、島をめぐって大きな争いとなることはないでしょう」
 加えて、島は今日においては1831年と同じような戦略的重要性を持っておらず、外交的不一致は起こりそうにないため、イタリアに属することになるだろうとも語っている。しかし、イギリスの外務・英連邦省の女性報道官は、すべての選択肢を排除しないとしている。「何らかの島が現れた場合には、イギリス政府はそれを注視する」と彼女は語ったが、こうも付け加えた。「我々は今回は波風を立てるつもりはない」

## 意義

### 科学的研究

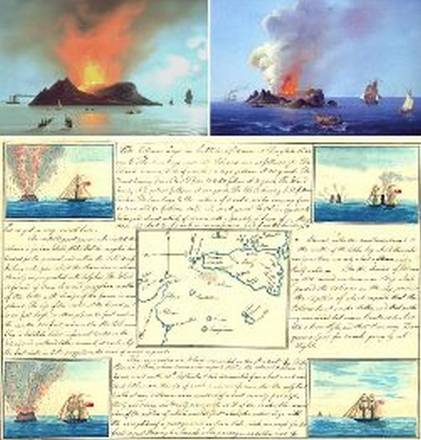
フランスの地理学者コンスタン・プレヴォーの実地調査記。イラストはフランスの画家による。

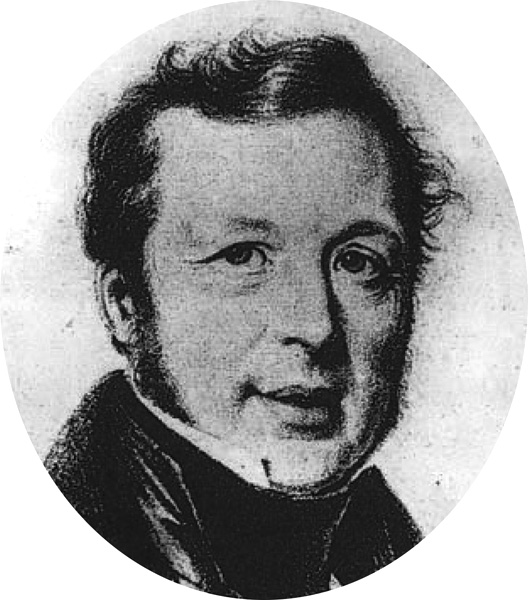
フランスの地理学者コンスタン・プレヴォー

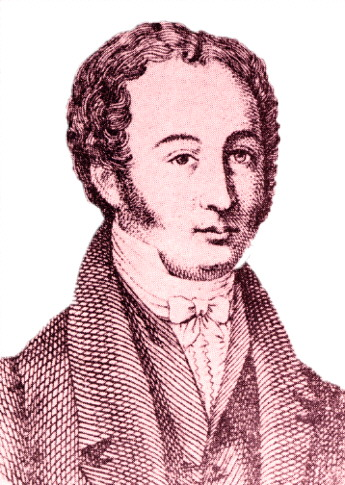
イタリアの地理学者Carlo Gemmellaro（イタリア語版）

フェルディナンデアの突然の出現という地理的現象は、様々な学者によって観察、研究がなされた。ドイツ人研究者としては、フリードリッヒ・ホフマンやシュルツ、フィリッピがおり、イギリスにはエドワード・デービー、ワリントン・ウィルキンソン・スミスがいる。フランスのコンスタン・ブレヴォーや、"Effeméridi Sicilians" (1832- Vol. 2) の中で観察結果を発表したイタリアのDomenico Scinà、カターニア大学の地理学・鉱物学の教師で"Actions of the Gioenia Academy of Catania" (1831- Vol. 8) を発表したCarlo Gemmellaro (1787–1866) などもあげられる。
2006年、新たな研究によってフェルディナンデアはより大きな火山であるエンペドクレス火山の一部分に過ぎないことが明らかにされた。

### 海
その頂点が海面からわずか6mであり、ほとんどの艦船の喫水よりずっと高いことから、フェルディナンデアは未だ海図に言及されている。また、浅海の生物が暮らす小さな浅瀬ともなっている。

### 大衆文化
フェルディナンデアが島として現れている間にはウォルター・スコットが訪れた。またジェイムズ・フェニモア・クーパーのThe Crater, or Vulcan's Peak、アレクサンドル・デュマ・ペールのThe Speronara、ジュール・ヴェルヌのアンティフェール親方の驚くべき冒険やチャンセラー号の筏の着想はフェルディナンデアから得られた。テリー・プラチェットのジンゴに出てくるLeshp島の着想もフェルディナンデアによる。